# Pukkila
Pukkila est une municipalité du sud de la Finlande, dans la région d'Uusimaa.

## Géographie
Elle est à l'origine une petite commune rurale au cœur d'une des zones les plus fertiles du pays, dans la haute vallée du fleuve Porvoonjoki.
Elle ne se situe qu'à faible distance des villes. Porvoo est à 34 km, Lahti à 44 km, Helsinki à 81 km. La commune se situe en extrême limite de la zone qui voit les travailleurs commuter quotidiennement vers la capitale. Pour l'instant peu de personnes sont dans ce cas, mais leur nombre va certainement augmenter dans les années à venir en raison de l'ouverture en septembre 2006 d'une liaison ferroviaire rapide entre la capitale et Mäntsälä, à juste 22 km du village de Pukkila.
Les autorités prévoient d'ici 2030 une intégration plus forte à la zone urbaine et une croissance de la population d'au moins 21 %, ainsi qu'une forte régression de l'agriculture.
Les communes voisines sont Askola au sud, Myrskylä à l'est, Orimattila au nord (Kanta-Häme) et Mäntsälä à l'ouest (Uusimaa).

## Démographie
Depuis 1980, l'évolution démographique de Pukkila est la suivante, :
| Année      | 1980  | 1985  | 1990  | 1995  | 2000  | 2005  |
| ---------- | ----- | ----- | ----- | ----- | ----- | ----- |
| population | 1 678 | 1 659 | 1 840 | 1 867 | 1 921 | 2 024 |

| Année      | 2010  | 2015  | 2021  |
| ---------- | ----- | ----- | ----- |
| population | 2 024 | 1 971 | 1 845 |

## Galerie

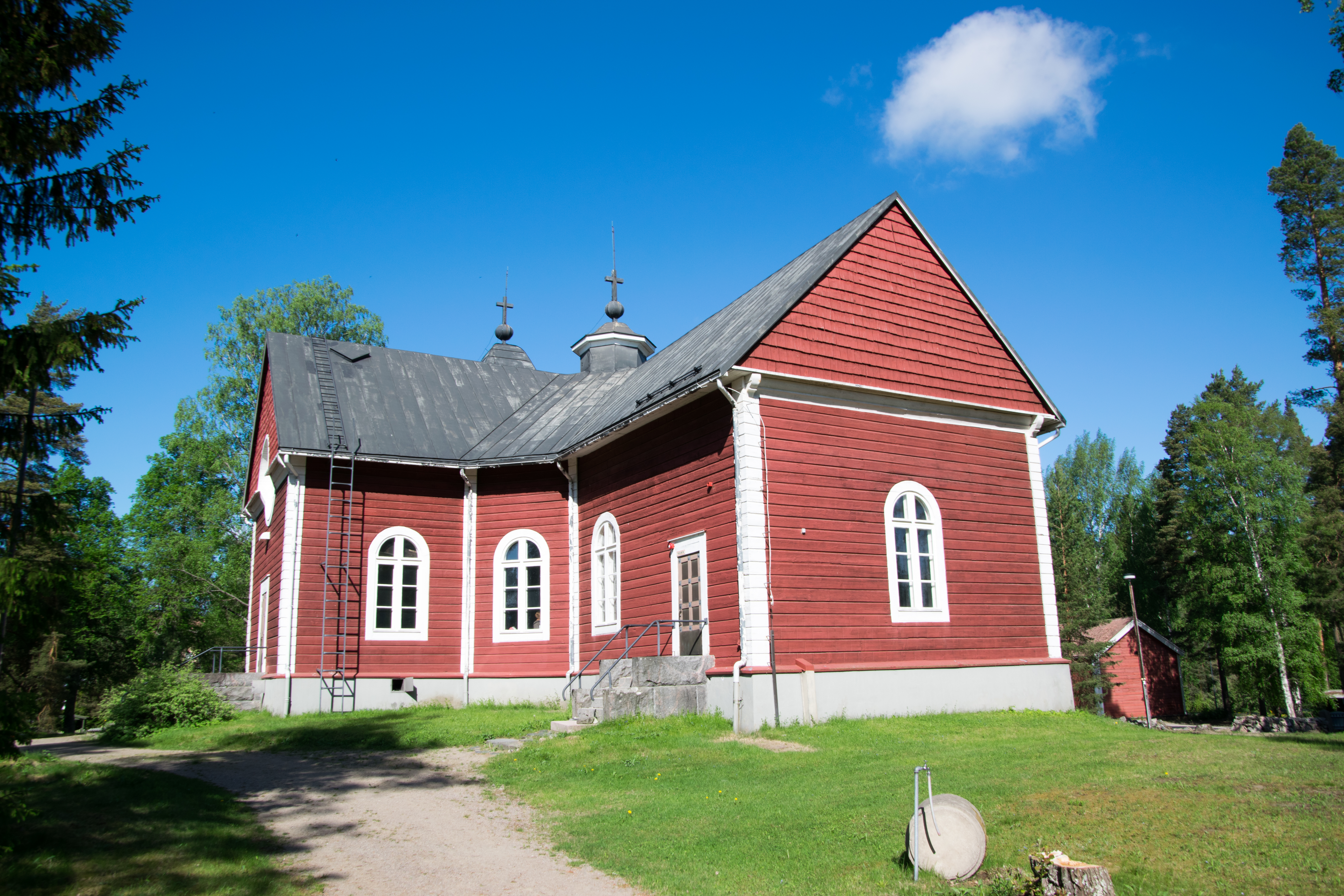
Église de Pukkila.
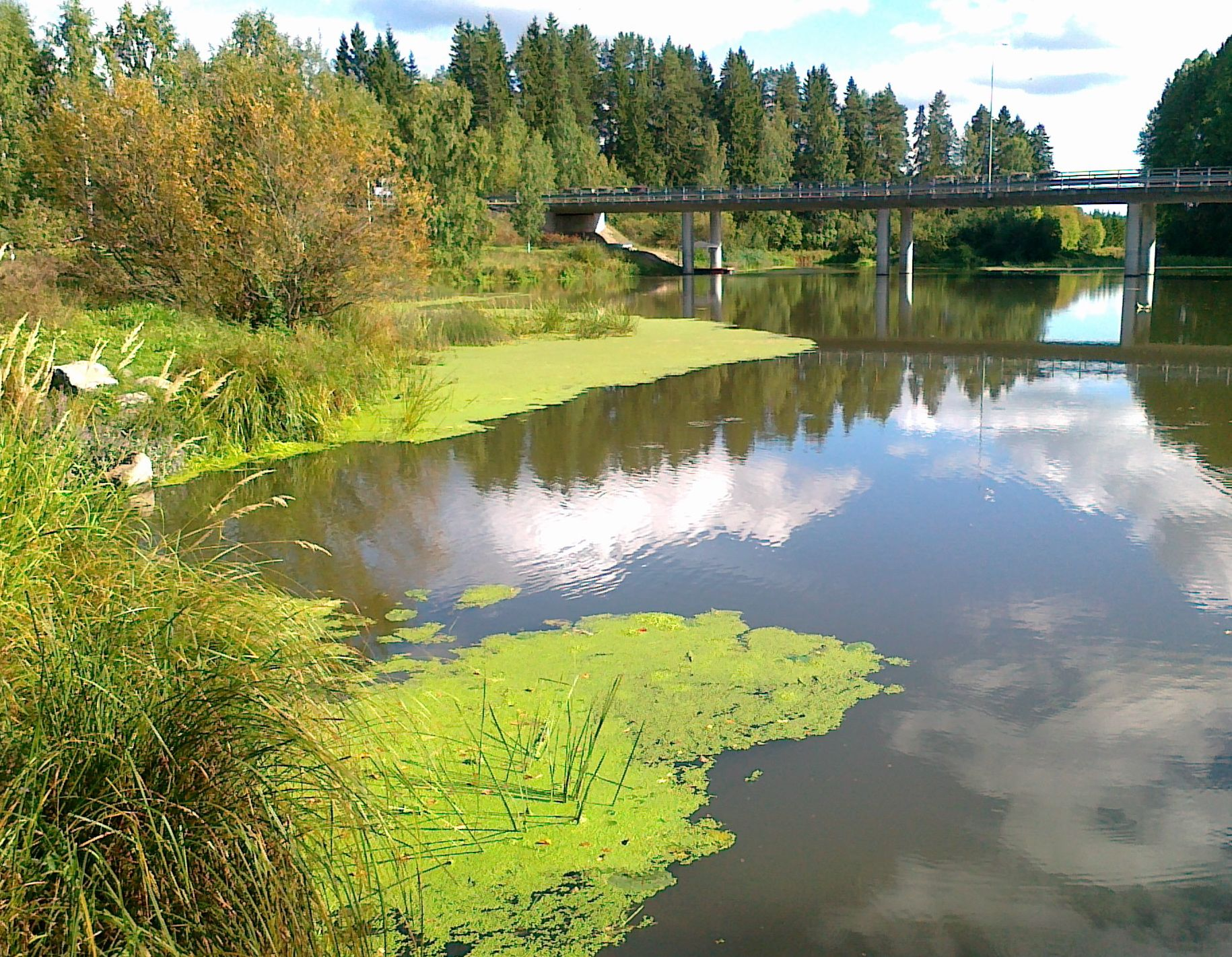
Rivière Porvoonjoki.
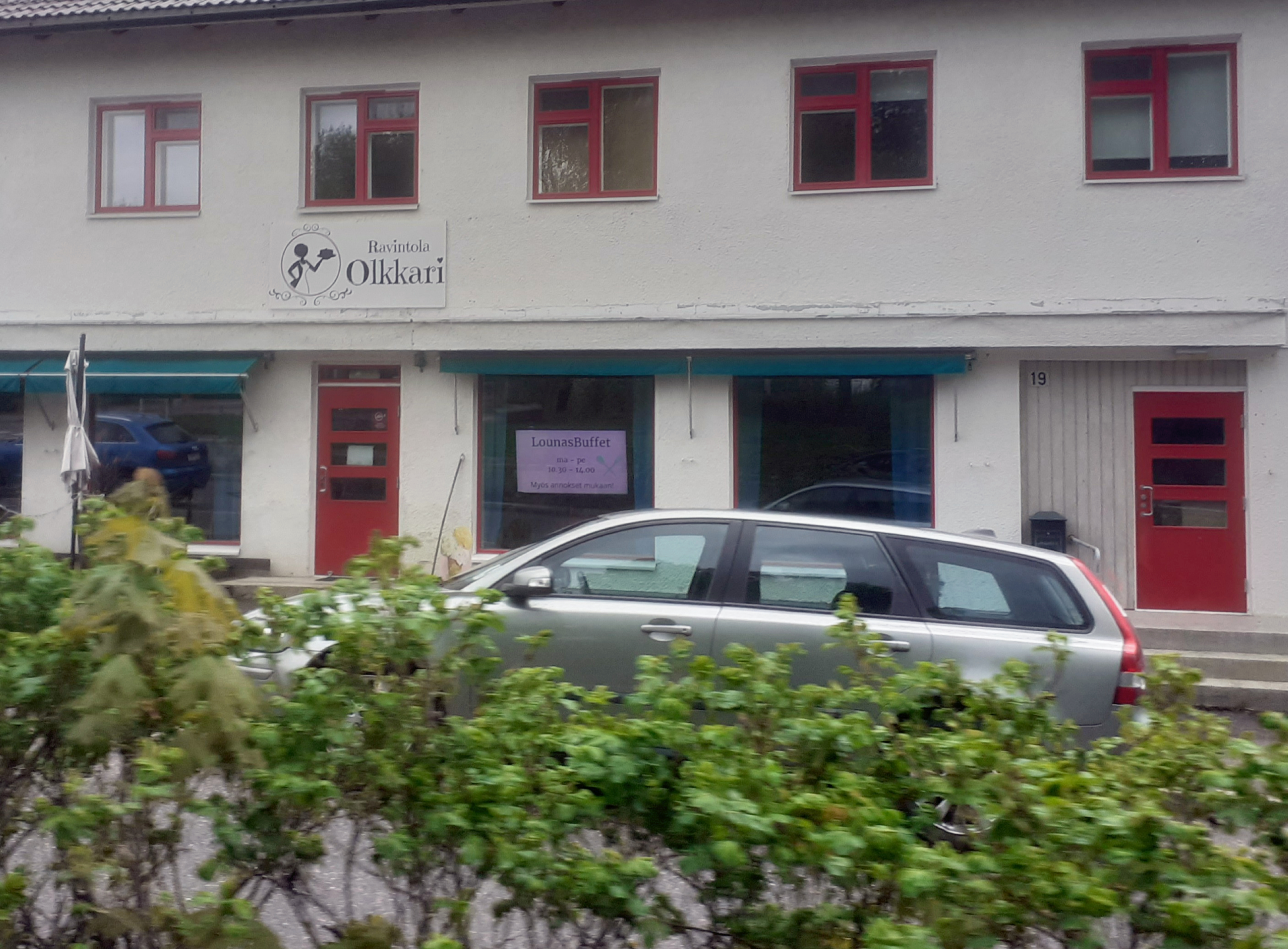
Restaurant Olkkari.